# Мом (деревня)
Мом (коми Мом) — деревня в Сысольском районе Республики Коми, входит в состав сельского поселения Куратово.

## География
Деревня находится на расстоянии 25 км к юго-западу от села Визинга, административного центра района.

### Часовой пояс
Деревня Мом, как и вся Республика Коми, находится в часовой зоне МСК (московское время). Смещение применяемого времени относительно UTC составляет +3:00.

## История
Впервые упоминается в 1586 году. Название деревни связано с местной речкой Момъя.

## Население
| 2010 |
| ---- |
| 6    |

### Национальный состав
Согласно результатам переписи 2002 года, в национальной структуре населения коми составляли 100 % из 9 чел.